# Интерлеукин 33
Интерлеукин 33 (ИЛ-33) је цитокин из ИЛ-1 суперфамилије. ИЛ-33 подстиче Т помоћне ћелије, мастоците, еосинофиле и базофиле да производе тип 2 цитокине. Овај цитокин се раније звао НФ-ХЕВ 'нуклеарни фактор (НФ) у високим ендотелијалним венама' (енгл. nuclear factor in high endothelial venules)' пошто је оригинално идентификован у тим специјализованим ћелијама. ИЛ-33 посредује биолошке ефекте путем интеракција са рецепторима СТ2 (или ИЛ1РЛ1) и ИЛ-1 рецептор анцесторским протеином (ИЛ1РАП), активирајући интрацелуларне молекуле у НФ-κБ и МАП киназа сигналном путу који условљавају производњу типа 2 цитокина (нпр. ИЛ-5 и ИЛ-13) из поларизованих Тх2 ћелија. Индукција типа 2 цитокина путем ИЛ-33 ин-виво се сматра да узрокује озбиљне патолошке промене примећене у мукозним органима након ИЛ-33 администрације.